# Basilica di San Paolo Maggiore (Bologna)
La basilica di San Paolo Maggiore è un edificio religioso situato nel centro di Bologna.

## Storia
La chiesa fu commissionata tra il 1606 e il 1611 dai barnabiti dall'architetto Ambrogio Magenta o Mazenta. I finanziamenti per la chiesa provennero principalmente dal principe Virgilio Spada, fratello del cardinale Bernardino Spada. I barnabiti, conosciuti anche come Chierici regolari di San Paolo, definirono la chiesa Maggiore per distinguerla dalle altre due chiese dedicate a San Paolo che si trovavano a Bologna.
Durante l'invasione napoleonica, i barnabiti furono soppressi e la chiesa fu resa una parrocchia nel 1819. Chiusa in seguito, venne riconsacrata nel 1878.
Nel 1959 venne restituita ai barnabiti e due anni dopo le fu data la designazione di basilica minore da papa Giovanni XXIII.
Nella chiesa si conservano reliquie di moltissimi santi, tra cui quelle di san Carlo Borromeo, san Filippo Neri, san Cesario di Terracina, san Milziade.

## Descrizione

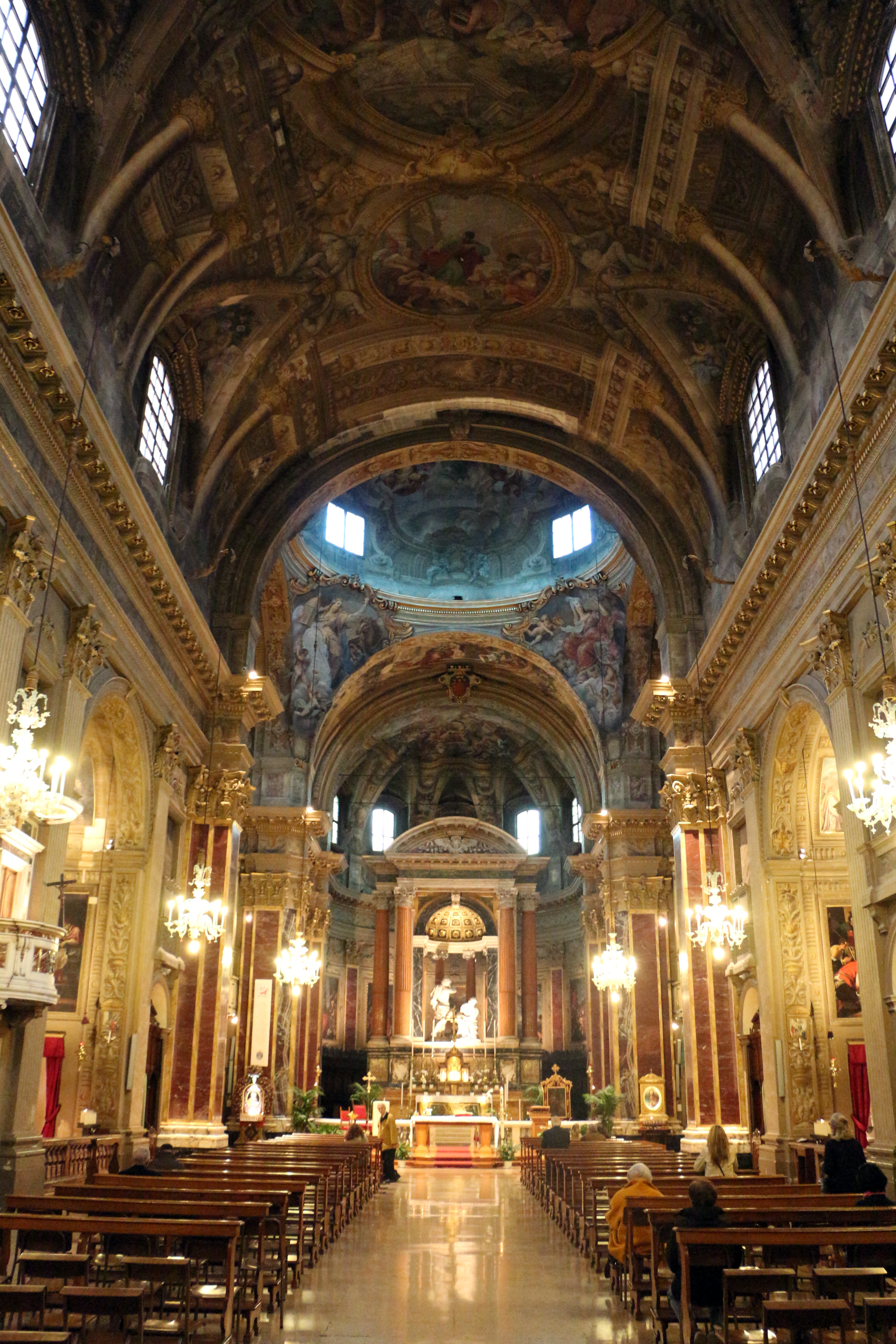
L'interno.

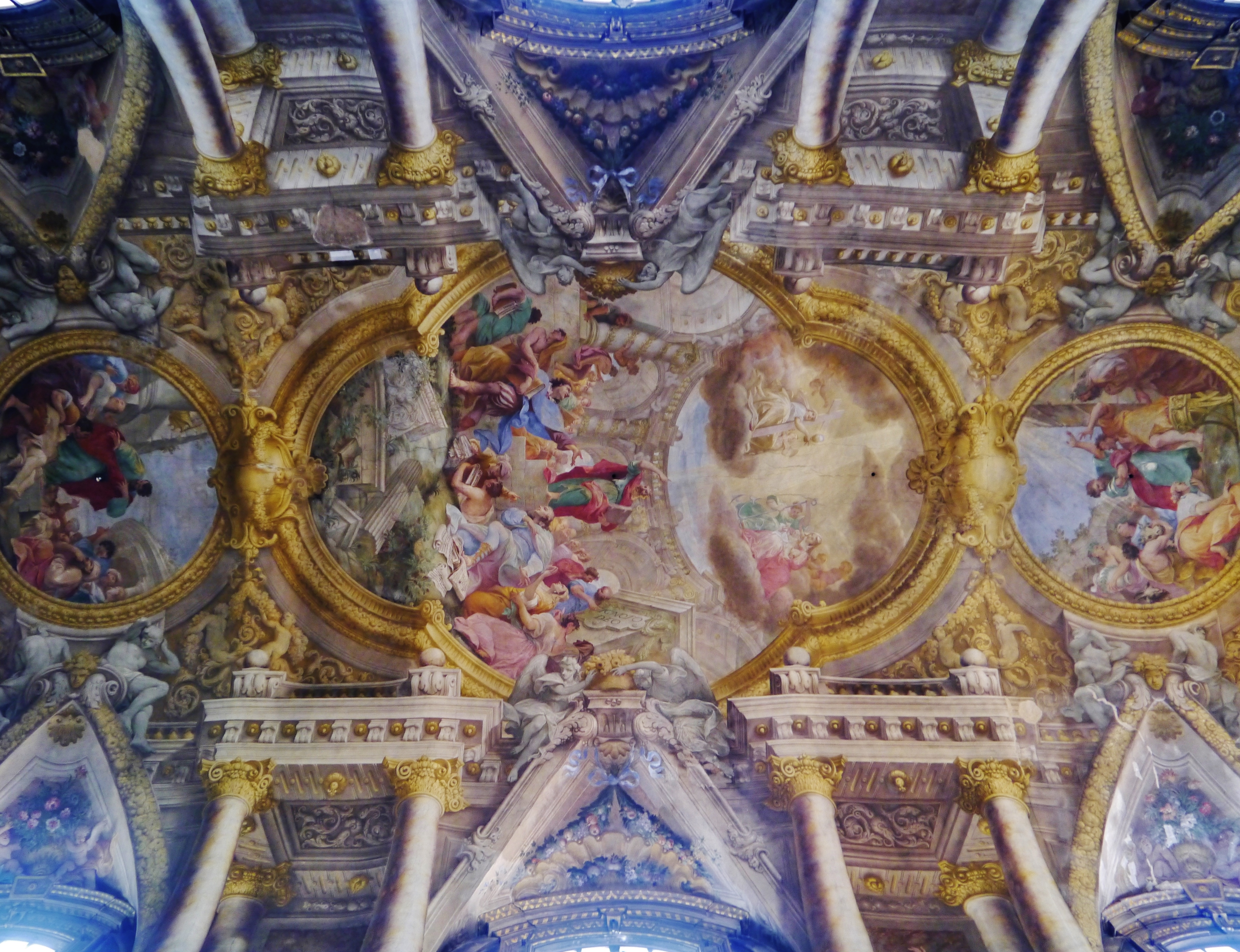
La volta.

La facciata in mattoni e pietra fu realizzata tra il 1634 e il 1636 su progetto di Ercole Fichi e presenta statue di San Pietro e San Paolo realizzate rispettivamente da Domenico Maria Mirandola e G. Cruventi.
All'interno, le volte sono affrescate con scene di San Paolo all'Areopago di Atene da Antonio e Giuseppe Rolli. Antonio morì cadendo da un'impalcatura, e l'opera fu completata dal fratello. La cupola, l'abside, la sagrestia e due cappelle nel transetto sono decorate da affreschi con quadratura opera di Piero Farina con figure realizzate da Giuseppe Antonio Caccioli.
L'altare centrale (1643-1650) presenta il drammatico gruppo scultoreo in marmo della Decapitazione di San Paolo, scolpito a Roma nel 1634 ma collocato nella chiesa solo nel 1644 da Alessandro Algardi. Algardi completò anche le placche di bronzo dell'altare. Queste opere furono commissionate dal Principe Spada. Lo stile architettonico dell'altare, descritto da alcuni come Baldacchino, ha colonne corinzie e un porticato sporgente basato su un progetto attribuito all'architetto Borromini.
Gli altri altari della chiesa ospitano opere importanti di Guercino e Giuseppe Maria Crespi. Nella seconda cappella è presente una tela raffigurante il Paradiso eseguita da Lodovico Carracci.
Nella terza cappella sono presenti una Natività e una Adorazione dei Magi eseguita da Giacomo Cavedone, con sul soffitto una Fuga in Egitto, Circoncisione e Gesù con i Dottori. La quarta cappella ospita il San Gregorio mostra il Dio Padre alle Anime del Purgatorio eseguito da Guercino.
Gli stalli del coro di legno sono decorati con incisioni.
L'ottava cappella contiene la Comunione di San Girolamo eseguita da Lucio Massari. La nona cappella ospita le opere Battesimo di Gesù, Nascita e Morte di San Giovanni Battista di Giacomo Cavedoni.
Il particolare campanile della basilica si trova "incastonato" nell'angolo che si viene a creare tra il braccio principale della chiesa ed il transetto, sul lato di via Tagliapietre: due delle sue pareti sono quindi condivise con il corpo dell'edificio sacro. Nella cella campanaria è alloggiato un concerto di 5 campane in La3 maggiore del fonditore Cesare Brighenti, completamente elettrificato e purtroppo non predisposto per l'esecuzione manuale dei "doppi" secondo la tradizione locale.

## Galleria d'immagini

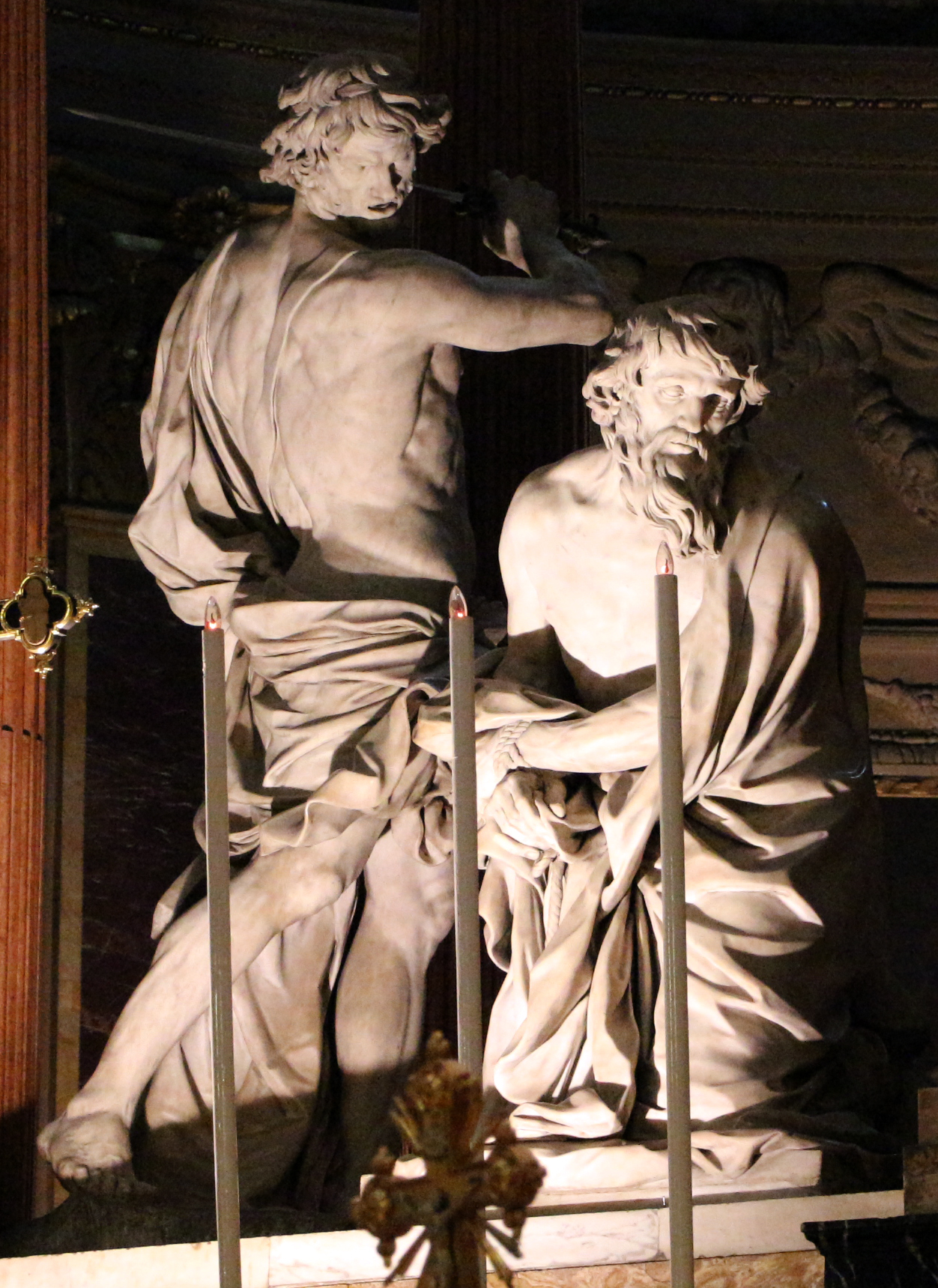
Decapitazione di San Paolo di Alessandro Algardi
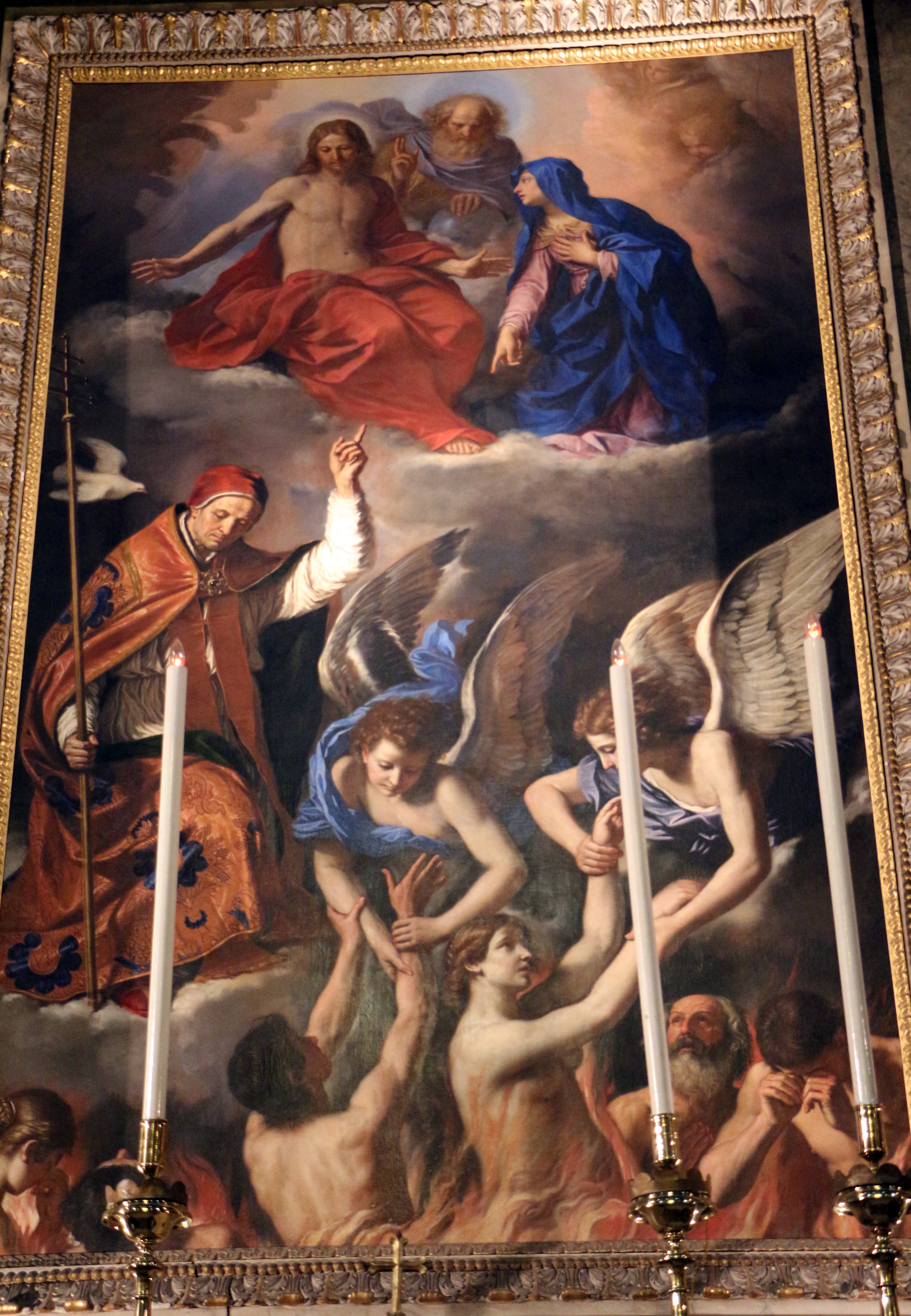
San Gegorio e le anime del purgatorio del Guercino
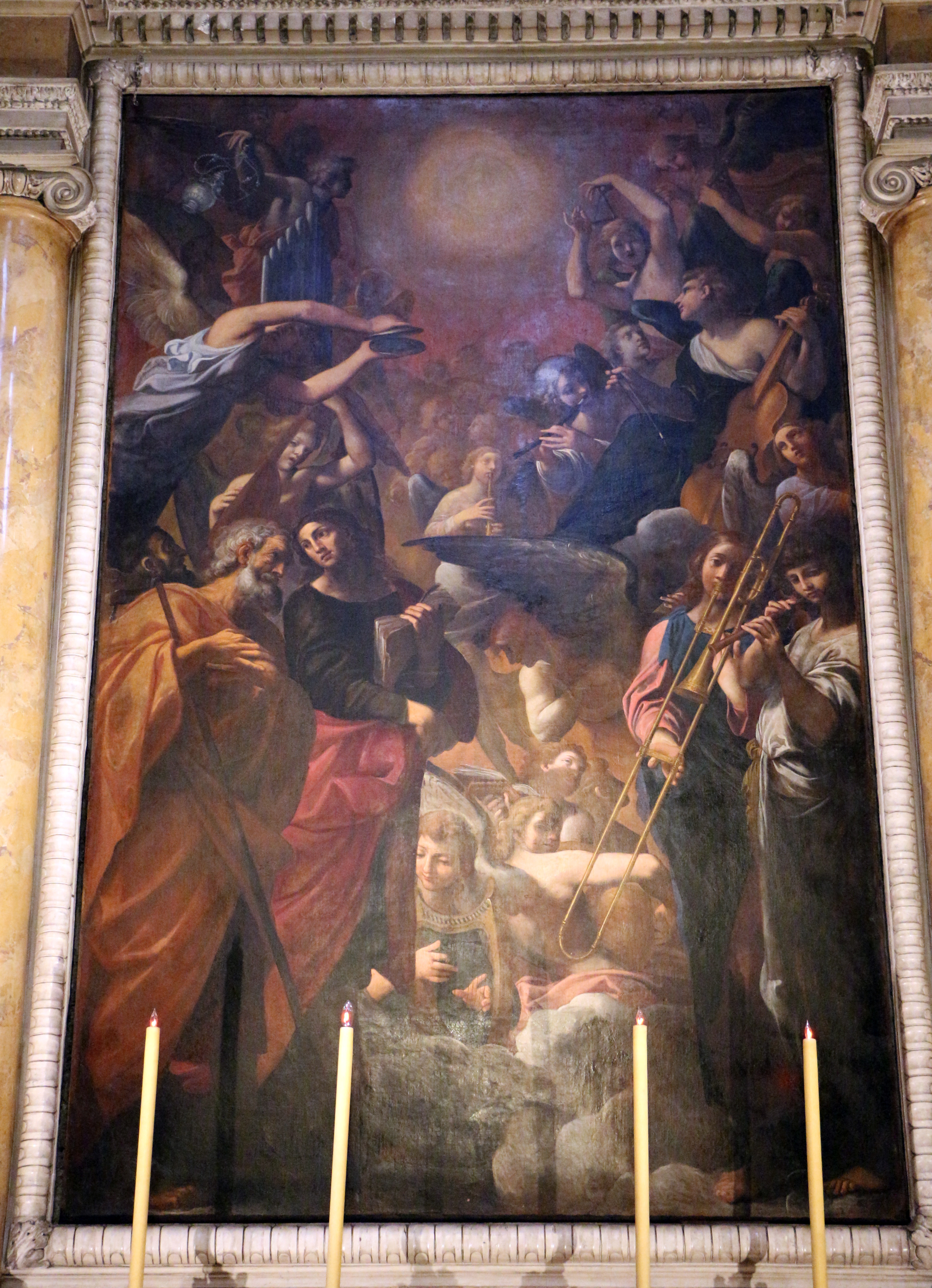
Il Paradiso di Ludovico Carracci
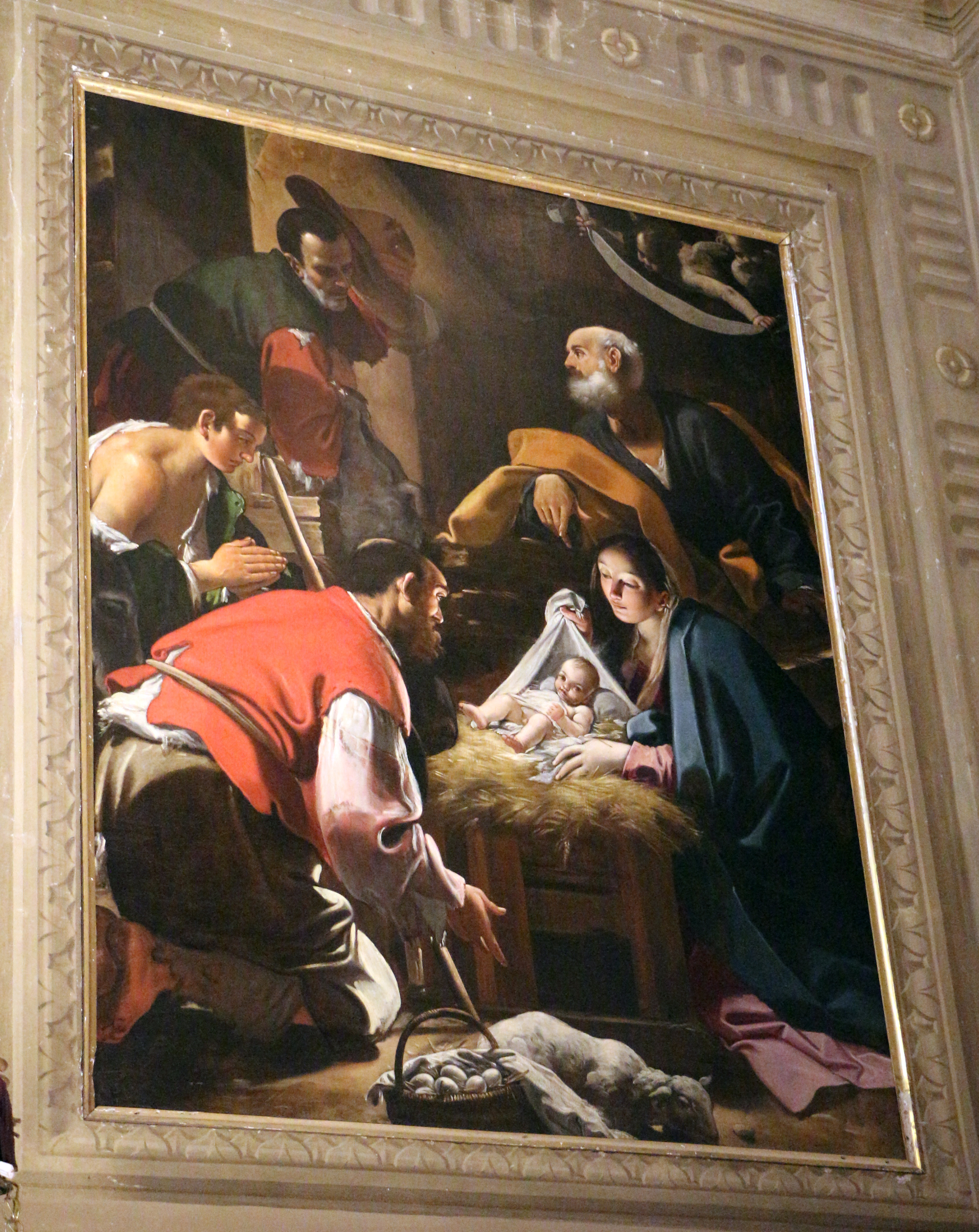
Adorazione dei Magi di Giacomo Cavedoni